# Ramón Oliveras
Ramón Oliveras (* 1988) ist ein Schweizer Jazzmusiker (Schlagzeug, Komposition).

## Leben und Wirken
Oliveras befasste sich erst mit Djembe, Blockflöte, Klavier, Gitarre und Cello, bevor er mit zehn Jahren endlich ans Schlagzeug wechseln durfte. Er absolvierte an der Kantonsschule Wattwil das Schwerpunktfach Musik und spielte lange in der dortigen Big Band, bevor er erste Bands gründete. Nach Unterricht bei Kaspar Rast und Norbert Pfammatter studierte er bis 2014 an der Zürcher Hochschule der Künste Jazzschlagzeug, 2016/2017 dort klassische Komposition.
Noch im Studium gründete er mit Mo Meyer (Bass), Lucca Fries (Piano) und den Vokalisten Anna Hirsch und Andreas Lareida das Groove-Jazz-Quintett Ikarus, das er leitet, mit dem er bereits vier Alben auf Nik Bärtschs Label Ronin Rhythm Records veröffentlichte und beim London Jazz Festival, der Jazzwoche Burghausen sowie bei Jazzahead auftrat. Auch gehört er zum Indie-Rock-Trio Dalai Puma. Weiterhin spielt er mit Andrina Bollinger im Avant-Pop-Duo JPTR (gleichnamiges Album 2017), komponierte die Musik zum Musik-Tanz-Theater «Genesis human nature» von Carol Hauser, seiner Mutter, und entwickelte «Ich 1 A», ein Solostück für Schlagzeug und zeitgenössischen Tanz.
Oliveras erhielt 2013 den Förderpreis der Friedl Wald Stiftung, dann mehrere Förderstipendien sowie 2020 eine Vierjahresförderung von Pro Helvetia für Ikarus.

## Diskographische Hinweise
- Ikarus Echo (Ronin 2015)[6]
- Punkt3: Ordnung herrscht (Clean Feed 2016, mit Tobias Pfister, Noah Punkt)
- Ikarus Mosaismic (Ronin 2019)[7]
- Ikarus Plasma (Ronin 2022)[8]